# Intertekstualność
Intertekstualność – pojęcie wywodzące się od Julii Kristevej, badaczki prac Michaiła Bachtina. W rozumieniu węższym tekstualność oznacza dosłownie badanie tekstu, natomiast intertekstualność badanie relacji pomiędzy poszczególnymi tekstami. Z intertekstualnością związane są koncepcje dotyczące związków i zależności literackich.

## Koncepcje intertekstualności

### Koncepcja Ryszarda Nycza
Ryszard Nycz definiuje intertekstualność jako ten aspekt ogółu własności i relacji tekstu, który wskazuje na uzależnienie jego wytwarzania i odbioru od znajomości innych tekstów. Wychodzi z założenia, że intertekstualność jest kluczową kategorią opisu literatury postmodernistycznej. Proponuje uwzględnić relacje nie tylko z tekstami literackimi, ale również plastyką, muzyką, architekturą itp. Według Ryszarda Nycza autor tekstu zazwyczaj sygnalizuje wyznaczniki intertekstualne. Nycz dzieli je na trzy grupy:
- Presupozycje – występują np. w parodiach. Zadaniem czytelnika jest uwzględnić inne sądy niż te, które pojawiają się w tekście.
- Atrybucje – w przypadku atrybucji wyznacznikiem intertekstualności jest realizacja przez tekst właściwości charakterystycznych dla innego typu tekstów.
- Anomalie – są to miejsca niezrozumiałe, niespójne, dysharmonijne, które zazwyczaj sygnalizują w tekście występowanie intertekstualności.

### Koncepcja Edwarda Kasperskiego
Edward Kasperski sądzi, że problem istnienia związków literackich narodził się w okresie romantyzmu, kiedy to twórcy tacy jak Adam Mickiewicz, czy Seweryn Goszczyński opowiadali się za literaturą narodową, wolną od wpływów. Innego zdania był Cyprian Kamil Norwid, dla którego związki literackie były niezbędne, aby literaturze polskiej nie zaczął grozić zastój. Kasperski wyróżnia następujące typy związków literackich:
- kontakty pisarzy różnych narodowości (np. Adam Mickiewicz i Aleksandr Puszkin)
- przekłady
- przeniknięcie tematyki literatury danego kraju do literatury innego
- zapożyczenia kulturowe

Edward Kasperski neguje również istnienie archetekstu, czyli tekstu, który stanowił podstawę kultury i dziejów ludzkości (dla Brunona Schulza była to Biblia).

### Koncepcja Henryka Markiewicza
Przez intertekstualność Henryk Markiewicz rozumie interakcję tekstową, która wytwarza się wewnątrz jednego tekstu. Markiewicz uważa również, że problem związków i zależności w literaturze istniał już w starożytności, na dowód czego przytacza słowa Terencjusza: „Nic nie zostało powiedziane, co nie zostało powiedziane już wcześniej”. Za wyznaczniki intertekstualności Henryk Markiewicz uważa:
- wymienianie prototypu wprost (np. w tytule dzieła – Nie-Boska komedia Zygmunta Krasińskiego, jako aluzja do Boskiej komedii Dantego)
- umieszczenie cytatów
- nawiązania do prototypu w treści dzieła

### Koncepcja Gérarda Genette’a
Gerard Genette określa terminem transtekstualność wszystko, co łączy dany tekst z innymi tekstami i wyróżnia pięć typów relacji transtekstualnych:
- Intertekstualność – obecność jednego tekstu w drugim poprzez np. cytat, plagiat, aluzję
- Paratekstualność – występuje w tytułach, podtytułach, przedmowach
- Metatekstualność – jest to komentarz, który łączy dany tekst z innymi
- Hipertekstualność – zachodzi pomiędzy hipotekstem (tekstem wcześniejszym), a hipertekstem (tekstem późniejszym) np. w parodiach i pastiszu. Dla Genette’a Ulisses Jamesa Joyce’a i Eneida Wergiliusza stanowiły hiperteksty Odysei Homera
- Architekstualność – relacja zachodząca w obrębie gatunku.

### Koncepcja wpływów i zależności w literaturze
Wacław Borowy uważa, że nie należy negować istnienia wpływów literackich, gdyż są one zjawiskiem naturalnym i sami twórcy o nich mówią, np. Kazimierz Wierzyński wskazywał Leopolda Staffa i Juliana Tuwima jako swoich mistrzów. Zdaniem Borowego wielki talent potrafi wyrazić swoją oryginalność, nawet jeśli tworzy pod wpływem innego twórcy. Wacław Borowy dzieli wpływy i zależności w literaturze na:
- Wpływy i zależności ideowe – definiuje je jako związek myśli (religijnej, filozoficznej, historycznej, psychologicznej). Za przykład dzieła pisanego pod wpływem ideowym podaje powieść Pałuba Karola Irzykowskiego, którego inspirował Schopenhauer. Zależności ideowe charakterystyczne są dla prądów literackich, np. klasycy tworzyli pod wpływem Horacego, bajroniści zaś inspirowali się Byronem.
- Wpływy i zależności techniczne – dotyczą podobieństwa budowy utworów, które należą do tych samych gatunków. Schematy techniczne, zdaniem Borowego, mogą być hamulcami dla oryginalności poety, gdyż nie pozwalają na indywidualizację talentu i zamykają w formę.
- Wpływy i zależności tematowe – widoczne są np. w klasycyzmie francuskim, który czerpał tematykę swoich dzieł z antyku.
- Wpływy i zależności stylistyczne – Borowy dzieli je na świadome i mimowolne. Uważa, że każdy z poetów dziedziczy styl pisarzy dawniejszych.
- Wpływy i zależności frazeologiczne – dotyczą zależności zwrotów danego pisarza od twórczości drugiego. Borowy dzieli je na umyślne, czyli takie, które ma rozpoznać czytelnik, nieumyślne i plagiatorskie. Do umyślnych zalicza cytaty hołdownicze.

### Koncepcja lęku przed wpływem
Harold Bloom w pracy Lęk przed wpływem ujmuje wpływ literacki jako pojęcie niejasne, wychodząc jednocześnie z założenia, że poeci usiłują uniknąć wpływów poprzedników, choć równocześnie czerpią z nich inspirację. Aby odciąć się od swoich poprzedników, poeci – zdaniem Blooma – wykonują następujące zabiegi:
- Clinamen – poetycka błędna interpretacja (język). Poeta próbuje odsunąć się od prekursora w taki sposób, aby czytając jego wiersze, dokonać świadomie złej interpretacji.
- Tessera – proces „dopełnienia”. Poeta czyta wiersze prekursora w taki sposób, aby przypisać jego terminom nowy sens.
- Kenosis – następuje wtedy, gdy poeta zupełnie zrywa ciągłość myśli, która łączyła go z prekursorem.
- Demonizacja – pojawia się, kiedy poeta tworzy wiersz mający na celu zatarcie oryginalności wiersza macierzystego.
- Askesis – zabiegi poetyckie mające na celu pomniejszenie bogactwa twórczości prekursora.
- Apophrades – moment w końcowej twórczości poety, kiedy to otwiera się ponownie na prekursora. Wydaje się wtedy paradoksalnie, że to poeta tworzył swego prekursora.